# 万德镇 (武定县)
万德镇，是中华人民共和国云南省楚雄彝族自治州武定县下辖的一个乡镇级行政单位。
2014年4月18日，云南省人民政府批复同意撤销万德乡，设立万德镇。

## 行政区划
万德镇下辖以下地区：
万德村、支卧村、胜德村、自乌村、团碑村、马德坪村、宜阿拉村和岩脚村。